# Pierre Soulages
Pierre Soulages, född 24 december 1919 i Rodez i Aveyron, död 25 oktober 2022 i Nîmes i Gard, var en fransk målare, gravör och skulptör. År 2014 beskrev president Francois Hollande honom som "världens störste nu levande konstnär."

## Biografi
Soulages är känd som "den svarta målaren," på grund av hans intresse för färg "både som färg och en icke-färg". När ljus reflekteras på svart, ändrar den det och förvandlar det. Det öppnar ett mentalt fält av sig självt. Han ser ljus som arbetsmaterial; strimmor av den svarta ytan av hans målningar gör det  möjligt för honom att reflektera ljus, som låter det svarta komma ut ur mörkret och lysa, och blir därmed en lysande färg. Hans nonfigurativa bilder ger associationer till österländsk skrift och består av breda mörla penselstråk mot en ljusare fond.

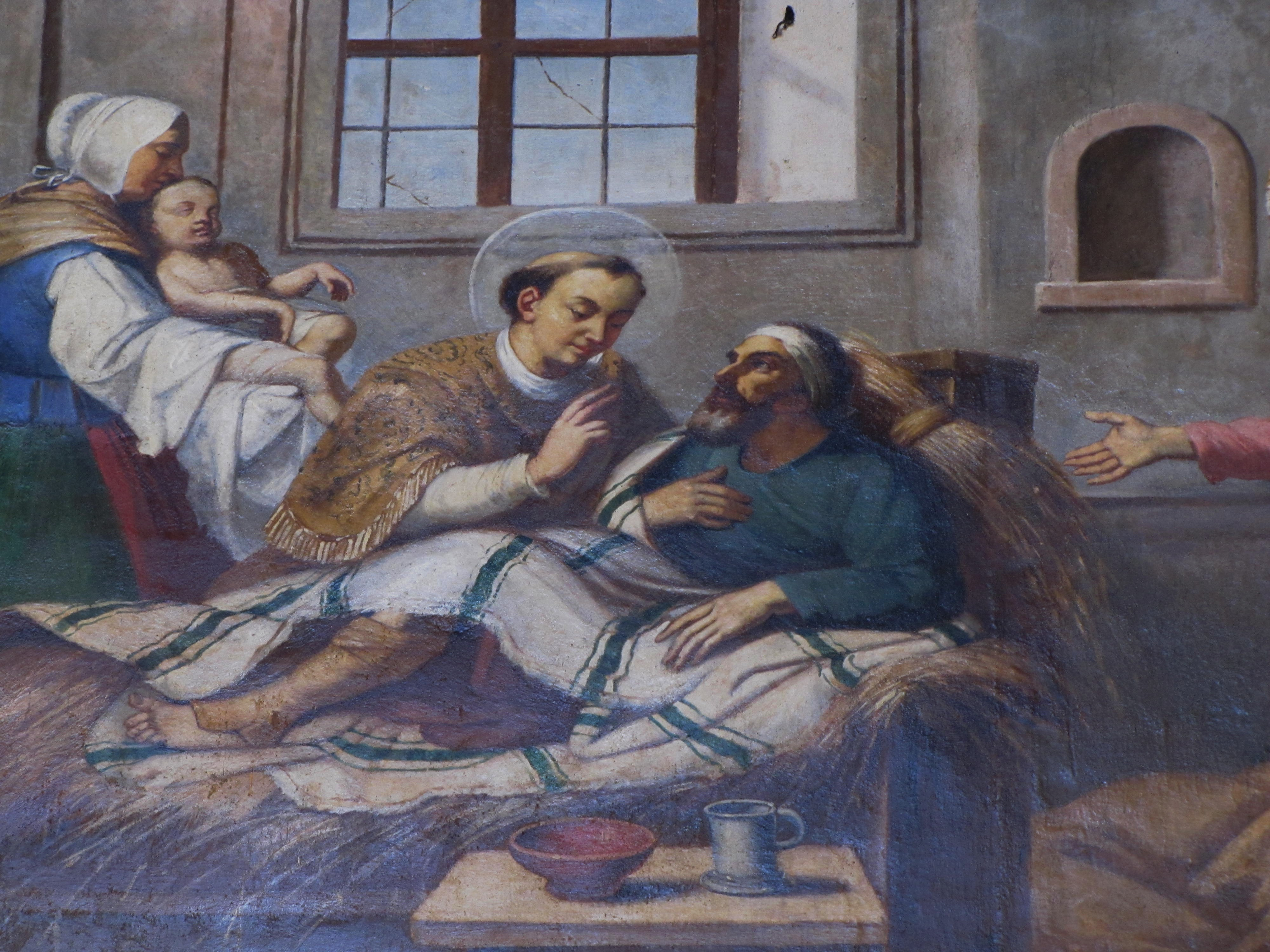
Detalj ur fresk i klostret Saint-Cyriaque, Altdorf, Alsace.

Före andra världskriget hade Soulages redan besökt museerna i Paris i sökandet av sin kallelse efter krigstidens militärtjänst. Han öppnade en ateljé i Paris, höll sin första utställning på Salon des indépendants 1947. Han har sedan också arbetat som formgivare av scenuppsättningar. Från 1987 till 1994 producerade han 104 glasmålningar för den romanska klosterkyrkan Sainte-Foy i Conques (Aveyron, Frankrike).
År 1979 blev Soulages utrikes hedersledamot av American Academy of Arts och Letters. Han är också den första levande konstnär som blivit inbjuden att ställa ut på det statliga Eremitaget i Sankt Petersburg och senare med Tretjakovgalleriet i Moskva (2001).
År 2007 ägnade Musée Fabre i Montpellier ett helt rum till Soulages för att presentera hans donation till staden. Donationen omfattar tjugo målningar daterade 1951-2006, bland vilka finns viktiga verk från 1960-talet, två stora plus-svarta verk från 1970-talet, och flera stora polyptyker.

## Hedersbetygelser
- Grand Prix för målning (Paris, 1975)
- Rembrandtpriset (Tyskland, 1976)
- Utländsk hedersledamot av American Academy of Arts and Letters (1979)
- Grand prix national de peinture (Frankrike, 1986)
- Praemium Imperiale för målning (Japan, 1994)
- Österrikisk dekoration för vetenskap och konst (2005)
- Precío Julio González (2007)
- Grand-croix de la Légion d'honneur (Frankrike, 2015)
- Grand prix du rayonnement français (2019)